# Загоскин, Илиодор Илиодорович
Илиодо́р Илиодо́рович Заго́скин (1851, Кострома — 24 марта 1919) — русский архитектор, работавший в Харькове.

## Биография
Родился в 1851 году в Костроме. В 1867—1874 годах учился в Петербургском строительном училище, которое окончил со званием гражданского инженера и чином XII класса.
В том же году начал службу в Костроме в должности младшего инженера строительного отдела, а с 1875 года — городского архитектора. В 1889 году возвратился в Петербург. В 1890 году получил назначение в Харьков, на должность городского архитектора (1890—1893). В дальнейшем выполнял проекты по частным заказам. Работал в частной проектной конторе своего брата, С. И. Загоскина.
Принимал участие в общественной жизни, был членом архитектурно-строительного отдела Харьковского технического общества, созданного в 1904 году.

## Проекты и постройки

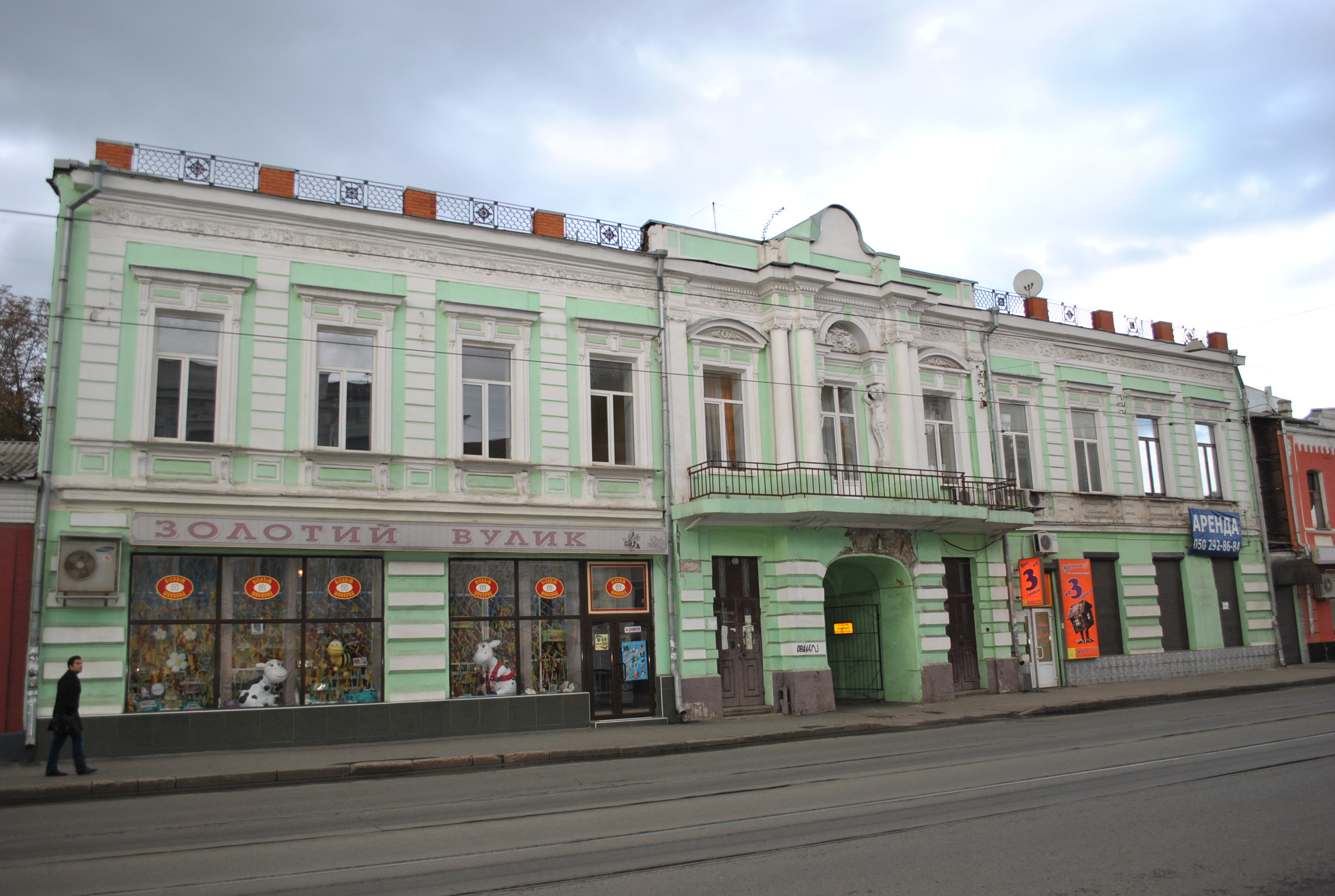
Жилой дом на улице Полтавский Шлях, 26. 1890-е

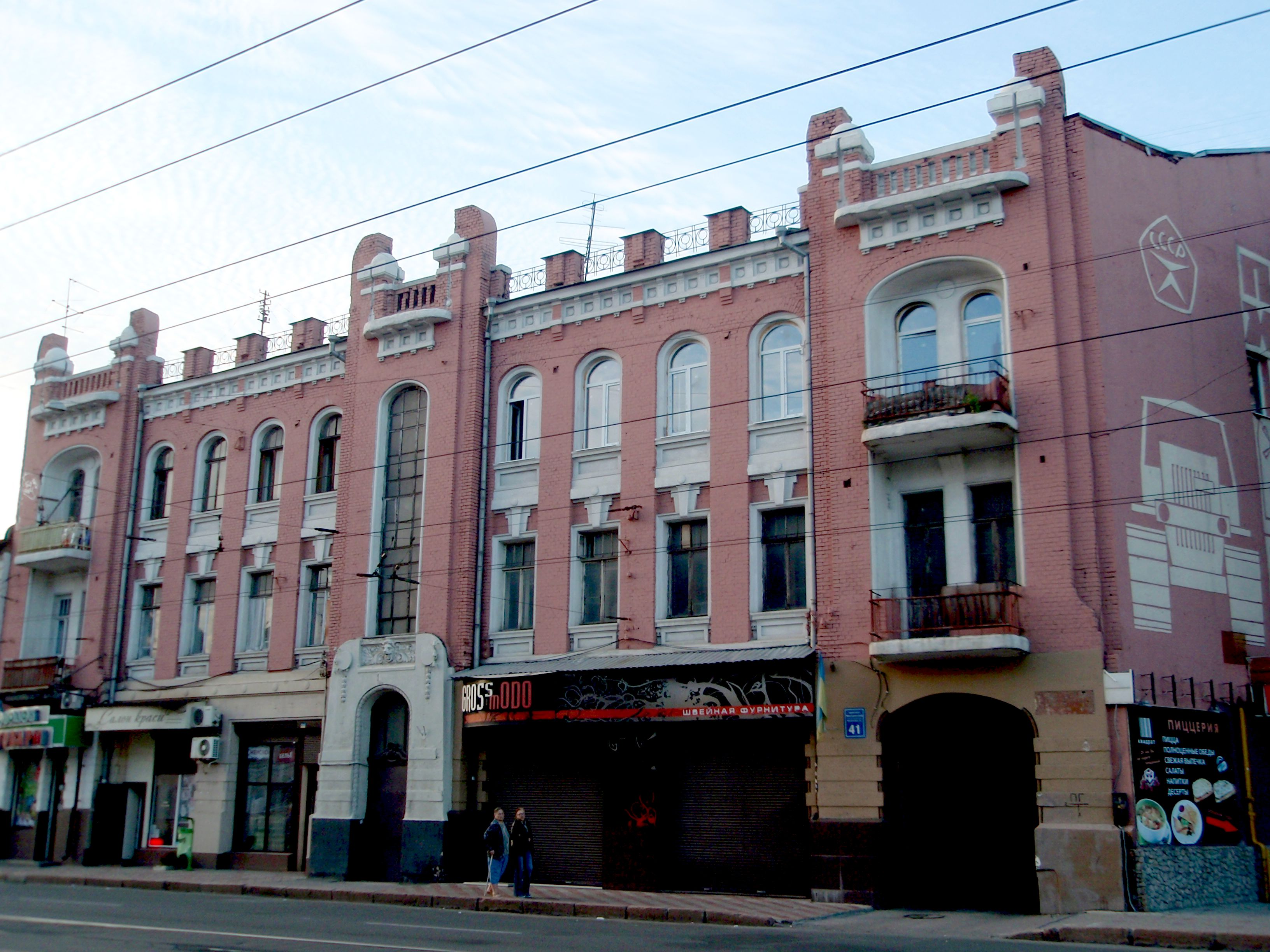
Жилой дом на Московском проспекте, 41. 1912—1913

Ныне существующие дома, спроектированные Загоскиным, являются памятниками архитектуры Харькова:
- Проект Коммерческого училища на ул. Немецкой (ныне Пушкинской). 1889. В конкурсе победил проект А. Н. Бекетова.
- Жилой дом с магазином на ул. Екатеринославской (ныне Полтавский Шлях, 26). 1890-е, совместно с С. И. Загоскиным.
- Жилой дом по ул. Искринской, 31. 1890-е.
- Жилой дом по ул. Мироносицкой, 74 (авторство Загоскина И. вероятно). 1890-е—1900-е.
- Проект сложного училища имени А. С. Пушкина в Мало-Панасовском переулке, 1 (возможно соавторство с Загоскиным С. И.). 1899—1901.
- Строительство Народного дома с театральным залом на Конной площади (автор проекта А. Венсан). 1900—1903.
- Рабочий дом Товарищества рабочих-металлистов на ул. Петинской (ныне ДК «Металлист» на Плехановской, 77). 1903—1909. Реконструирован А. Н. Бекетовым  в 1923 году.
- Жилой дом по ул. Грабовского, 4 (соавтор А. М. Гинзбург). 1905.
- Дом Общества взаимного кредита мелких промышленников на ул. Кооперативной, 10. 1905—1915.
- Здание Совета съезда горнопромышленников на ул. Сумской, 18/20 (реконструкция в соавторстве с С. И. Загоскиным). 1907.
- Крытый рынок на ул. Рождественской, 33 на прежнем Благовещенском базаре. 1912—1914.
- Жилой дом на Московском пр., 72 (соавтор Ломаев И. А.). 1912.
- Жилой дом на Московском пр., 33. 1912—1913
- Жилой дом на Московском пр., 41. 1912—1913